# フィンランド政府
フィンランド政府（フィンランドせいふ、フィンランド語: Suomen hallinto、英語: Government of Finland）は、北ヨーロッパの国家フィンランド共和国の政府。フィンランドは間接民主主義で比例代表制を採用しており、その政府は議会と大統領、中央行政による直接と間接な統治、地方政府、そして独立した司法を含む。

## 最高政府機関
フィンランドは立憲共和制を採用しており、選挙で選ばれた最高位の機関は議会、大統領とその政府である。
立法権は議会であるエドゥスクンタにあり、行政権は首相率いる内閣、正式には国家評議会にある。ただし、歴史上の枢密院のように、一部の事務は国家元首である大統領と国家評議会の全員が出席する会議で決定される。それ以外の場合では大統領は閣僚会議に出席せず、閣僚の助言を基に官僚任命や恩赦などの事務を行う。一方、内閣ではより重要でない事務は大臣が各自で決定を下す。首相と内閣の全閣僚はその職務においてエドゥスクンタに責任を負う。

## 中央政府
フィンランドの中央政府は首相府と11省庁で構成される。政府の長は首相であり、現職は2019年12月10日に就任したサンナ・マリンである。首相は議会による選挙で指名された後、ほかの閣僚とともに大統領の委任を受ける。全ての閣僚は誠実で能力があるフィンランド国民でなければならない。

### 省庁
フィンランドの各省庁は行政と政治の専門家として、その権限において政府の決定を準備する。また、国内と国際における提携では各自の部門を代表する。
新しい法案は省庁で起草される。フィンランドの省庁は独立で法案を起草するという伝統があり、草案は法として正式に制定される前に政府と議会に審議される。最終的な立法権はフィンランド基本法に基づき、大統領および議会が有する。
フィンランド政府には（首相府を含む）12省庁があり、閣僚数が省の数を上回るため一部の省庁は2人以上の担当大臣がいる。12省庁は下記の通り。
- 首相府（フィンランド語版、英語版）
- 外務省
- 司法省（英語版）
- 内務省（英語版）
- 防衛省（英語版）
- 財務省（英語版）
- 教育・文化省（英語版）
- 農林省（英語版）
- 運輸・通信省（英語版）
- 経済・雇用省（英語版）
- 社会保健省（英語版）
- 環境省（英語版）

## 地域と地方行政
フィンランドは6つの国家地域行政局に分けられ、基本的な公共事業と法的許可、例えば人命救助や環境許可を行う。また、経済発展、運輸と環境センター（フィンランド語: Elinkeino-, liikenne- ja ympäristökeskus、または短縮してELY-keskus）が15か所あり、その責務は中央政府の政策を各地で実施することである。
フィンランドの政府と公共事業を構成する基本単位は基礎自治体である。2017年時点のフィンランドでは311の基礎自治体がある。

## 間接公共行政
「間接公共行政」とは政府自体ではないが、公権力を行使できる機関であり、政府当局を補完する団体として福祉社会の一端を担う。一例としては自動車検査を行う機関や狩猟免許を発行する機関がある。

## 司法制度
権力分立については三権分立を採用して独立した司法制度となっており、その判断基準は現行法律でのみとなっている。民事訴訟や刑事訴訟などはまず地方裁判所27か所で審議され、その後には上告して上告裁判所6か所による審議を受けることができる。政府の決定についての不服申し立ては地方行政裁判所6か所で審理される。